# Moskwa (Schiff, 1938)
Die Moskwa war ein Großzerstörer der sowjetischen Marine (russisch Военно-Морской Флот СССР Wojenno-Morskoij flot SSSR) im Zweiten Weltkrieg. Sie war das dritte Schiff der Leningrad-Klasse (Projekt 1). Das Schiff ging am 26. Juni 1941 durch einen Minentreffer verloren.

## Konstruktionsgeschichte
Die ersten drei Schiffe der Leningrad-Klasse wurden im ersten sowjetischen 5-Jahres-Plan für das Projekt 1 gefordert. Die Moskwa war das dritte dieser Schiffe. Es wurde auf der Werft Andre Marti, Werft Nr. 198 in Nikolajew für die Schwarzmeerflotte gebaut. Die Kiellegung erfolgte am 29. Oktober 1932 und der Stapellauf im Jahr 1934. Am 10. August 1938 erfolgte die Indienststellung.

## Maschinenanlage
Die Antriebsanlage der Moskwa bestand aus drei Wasserrohrkesseln und drei Dampfturbinen. Diese trieben über drei Antriebswellen die drei Schrauben an. Die Maschinen leisteten 66.000 WPS. Die Konstruktionsgeschwindigkeit betrug 36 kn (etwa 67 km/h), wobei je nach Literaturquelle bis zu 40 kn erreicht worden sein sollen. Die Moskwa konnte 610 t Treibstoff bunkern und hatte damit bei 20 kn (etwa 37 km/h) eine Reichweite von 2100 sm (3900 km).
Das Besondere an der Konstruktion war, dass sowohl die drei Kesselräume als auch die drei Turbinenräume baulich voneinander getrennt waren. Damit wollte man verhindern, dass bei einem Treffer das Schiff manövrierunfähig wurde. Kessel- und Getrieberaum 1 und 2 für die äußeren Antriebswellen befanden sich unter dem vorderen Schornstein, Kessel- und Getrieberaum 3 für die zentrale Antriebswelle befanden sich hinter dem hinteren Schornstein.

## Bewaffnung
Die Hauptartillerie der Moskwa bestand aus fünf 130-mm-L/50-B13-Modell-1936-Geschützen in Einzelaufstellung. Diese Kanone konnte eine 33,5 Kilogramm schwere Granate über eine maximale Distanz von 25.500 m feuern. Mit den Geschützen konnten sechs bis zehn Schuss pro Minute abgefeuert werden.
Als Flugabwehrbewaffnung verfügte die Moskwa bei Indienststellung über zwei 76,2-mm-Flak Modell 1935 (34-K) und zwei 45-mm-Flak (21-K) jeweils in Einzelaufstellung.
Als Torpedobewaffnung verfügten die Moskwa über acht Torpedorohre in zwei Vierergruppen für die sowjetischen 533-mm-Torpedos. Zur U-Boot-Abwehr führte die Moskwa 52 Wasserbomben mit. Zudem konnten bis zu 115 Seeminen mitgeführt werden.

## Sensoren
Die Moskwa verfügte über ein Arktur-Hydrophon. Dies war allerdings äußerst eingeschränkt, da das Schiff sich bei der Nutzung des Arktur mit maximal 3 kn bewegen dufte.

## Einsatz und Verbleib
Zu Beginn des Krieges war die Moskwa Flottillenführer eines Zerstörerverbandes im Schwarzen Meer. Der Verband sollte unabhängige Operationen durchführen. Sie verbrachte das erste Jahr im Osten des Meeres bei Manövern. Nach der rumänischen Kriegserklärung sollte die Moskwa die rumänische Flotte aufbringen bzw. versenken, die rumänische Küste blockieren und für ein eventuelles amphibisches Landungsunternehmen bereitstehen. Dafür nahm sie zwischen dem 4. und dem 19. Juni 1941 an einem Manöver der 9. Armee nahe Tendra teil.
Am 25. Juni 1941 um 18:00 Uhr sollte eine Kampfgruppe den Hafen von Sewastopol verlassen. Ziel war ein Angriff auf den Hafen und die Öllager in der rumänischen Hafenstadt Konstanza. Die Zerstörer Charkow, Soobrasitelni und Smischleni sollten den Angriff durchführen, der Schwere Kreuzer Woroschilow und die Moskwa sollten den Angreifern Deckung geben. Dem Angriff sollte ein 30-minütiger Luftangriff vorausgehen. Der Befehlshaber, Admiral Kusnezow änderte kurzfristig den Angriffsplan, sodass sich das Auslaufen auf 20:10 Uhr verzögerte. Jetzt sollten die Moskwa und ihr Schwesterschiff Charkow den Angriff durchführen und die anderen Schiffe Deckung geben.
Am Morgen des 26. Juni 1941 trafen die beiden Schiffe und ihre Unterstützungsgruppe vor Constanța ein und begannen planmäßig aus einer Entfernung von 20 km mit dem Beschuss. Innerhalb von 10 Minuten feuerten die Schiffe 196 Geschosse auf ihre Ziele ab. Unter anderem wurden ein Bahnhof, mehrere Öltanks sowie ein Munitionszug erheblich beschädigt. Als die Schiffe abdrehten, wurden sie von deutscher Küstenartillerie (Batterie Tirpitz) und den rumänischen Zerstörern Regina Maria und Mărăști beschossen. Ein Geschoss traf die Moskwa am Hauptmast. Kurz darauf lief das Schiff auf eine rumänische Mine, zerbrach in zwei Teile und sank umgehend. 69 Besatzungsangehörige, darunter 11 Offiziere und der Kommandant Kapitänleutnant Alexander Tuchow, wurden von rumänischen Schnellbooten und deutschen Flugzeugen von Typ Heinkel He 50 gerettet. Tuchow floh später aus der Kriegsgefangenschaft und schloss sich Partisanen an. Im späteren Verlauf des Krieges fiel er bei den Partisanen.
Das Wrack der Moskwa wurde 2011 von rumänischen Tauchern in 40 m Tiefe etwa 20 km vor Constanța gefunden.